# Казанское кладбище (Пушкин)
Каза́нское кла́дбище — городское кладбище на южной окраине Пушкина (Гусарская улица). Площадь кладбища составляет 35 га. Кладбище имеет регулярную планировку.

## История

### Первое кладбище Царского Села
В середине XVIII века в Царском Селе существовало кладбище у ручья Вангази. На нём находилась деревянная церковь Успения Божией Матери, перенесённая сюда 29 сентября (10 октября) 1742 года от дворца. Но так как кладбище находилось вблизи дворца, и плач по умершим тревожил императрицу Елизавету Петровну, то оно в 1747 году было закрыто. Успенская церковь была перенесена в Кузьмино, и там стали хоронить покойников из Царского Села. Впоследствии на месте кладбища был построен Запасной дворец.

### Кладбище на современном месте
Современное кладбище существует с 1785 года с постройкой Казанской церкви. В крипте храма был погребён фаворит Екатерины II А. Д. Ланской и его родственники. По этой причине кладбище называлось «кладбищем Ланских» («Ланским кладбищем»).
Сохранились храм, колокольня и ворота ограды.
К югу от православного Казанского кладбища располагались иноверческие участки: лютеранский, магометанский, еврейский. Позднее они были объединены. В 1914—1916 годах в северо-западной части было устроено Братское воинское кладбище воинов Первой мировой войны. В восточной части — братские захоронения и могилы участников Великой Отечественной войны 1941—1945 годов.

## Часовни
На кладбище находилось несколько склепов, устроенных в качестве часовен:
- Часовня семьи Граве, двухэтажная, построенная инженером В. И. Граве из известняка. Верхний этаж, вероятно, предназначался для храма, о чём было написано на бронзовой доске. Здесь были похоронены супруга инженера Екатерина Васильевна и дети — Владимир и Аполлон.
- Часовня из красного кирпича, построенная инженером Виктором Дмитриевичем Покотиловым над могилой его первой жены Евгении Егоровны, урождённой Шарон (скончалась 25 июня (7 июля) 1866 год). Была покрыта белым железом и увенчана мраморным крестом.
- Часовня-усыпальница светлейших князей Юрьевских.
- Двухэтажная часовня над могилой почётного гражданина Парамона Парфентьева.
- Часовня над местом погребения министра юстиции, сенатора Н. А. Манасеина. Усыпальница сохранилась почти полностью, за исключением стекол, императорских корон и жезлов на вратах[2]. До наших дней сохранились подлинные, не совсем качественно реставрированные любителем иконы. Над вратами изображен святитель Николай Чудотворец, покровитель министра. В самой усыпальнице сохранилась икона Воскресения Христова. Эта часовня до 1988 года была единственной открытой для доступа на всей территории города Пушкина. В ней молились все верующие, посещавшие Казанское кладбище. В настоящее время, благодаря исследователю царскосельских кладбищ В. А. Панову, обретено надгробие Н. А. Манасеина, хранящееся в часовне.

Кроме того, была часовня вне ограды, по правую сторону дороги из Софии. Она была устроена над родником и освящена 14 (26) сентября 1875 года во имя иконы Божией Матери «Живоносный Источник». В настоящее время не сохранилась.

## Галерея
- Могила П. П. Чистякова (1832–1919)
- Могила А. Я. Крассовского (1821–1898)
- Могила Н. И. Латынина
- Могила О. Д. Форш (1873–1961)
- Могила Юлюса Янониса.